# دميترو بويكو
دميترو بويكو (بالأوكرانية: Дмитро Бойко)‏ هو لاعب كرة قدم أوكراني في مركز الوسط، ولد في 30 سبتمبر 1981 في تشرنيغوف في أوكرانيا. لعب مع نادي سيلاماي كالف.

## وصلات خارجية
- دميترو بويكو على موقع اتحاد أوكرانيا (الإنجليزية)
- دميترو بويكو على موقع قاعدة بيانات كرة القدم.إي يو (الإنجليزية)
- دميترو بويكو على موقع Soccerway.com (الإنجليزية)